# Gorgany
Gorgany (ukrainsk: Ґорґани   ) er en bjergkæde i det vestlige Ukraine i de ydre Østlige Karpater, der støder op til Tjornohora-kæden. Den højeste top i Gorgany er Syvulia (1.836 moh.) Andre høje toppe er Ihrovyshche, Vysoka (1.804 m), Lopushna (1.772 m) og Grofa. Bjergene er dannet af flysch, for det meste sandsten, som skaber de for Gorgany typiske  talus-områder (lokale navne: gorgan, grekhot). De grænser op til Mizunka-floden og Vyshkiv-passet i vest og Prut-floden og Jablunytskyj-passet i øst.
Gorgany er den mindst befolkede del af de ukrainske Karpater. De vestlige dele af Gorgany er beboet af Boykos, der primært arbejder som hyrder og træarbejde. De største byer i området omfatter Vorokhta og Jaremtje.
- Syvulia
- Talusfelt (Gorgan)